# Бардин Ярослав Богданович
Бардин Ярослав Богданович (нар.17 квітня 1958) — вчений-агроном, кандидат біологічних наук, народний депутат України (2 скликання).

## Життєпис
Народився 17.04.1958 (с. Керниця, Городоцький р-н Львівської обл.) в сім'ї колгоспників; українець; дружина — вчений агроном, викладач агрономічних дисциплін; має двох дочок і сина.
1973—1977 Вишнянський радгосп-технікум, спеціальність: агроном-плодоовочівник.
1977—1978 — інженер з техніки безпеки, колгоспу «Зоря».
1978—1983 Українська сільськогосподарська академія, кваліфікація: вчений агроном по захисту рослин.
1983— начальник агрохімцентру колгоспу «Зоря».
1983—1986 — на партійній роботі.
1986—1989 — аспірантура Української сільськогосподарської академії (Сьогодні НБПУ), кандидат біологічних наук.
1986—1989 — аспірант, захистив кандидатську роботу «Ріпак: від сівби до переробки»
1989—1992 — викладач кафедри фітопатології Української сільськогосподарської академії.
З 1992— віце-президент спільного агротехнологічного підприємства «Укратек».
Серпень 2001—квітень 2002 — віце-президент СТзоВ «Рейлін»
Лютий 1999 — серпень 2001 — президент Дочірнього підприємства «Рейлін»;
Квітень 2002 — грудень 2005 — науковий консультант ТОВ «Укрсорго»;
Грудень 2005 — жовтень 2006 — заступник голови Державної служби з охорони прав на сорти рослин;
Березень 2007 — квітень 2008 — радник голови Житомирської обласної держадміністрації з питань розвитку агропромислового комплексу та інвестицій;
Травень 2008 — травень 2009 — заступник генерального директора НАК «Украгролізинг»;
Березень 2010 — березень 2011 — радник заступника голови Київської обласної державної адміністрації;
Листопад 2011 — липень 2012 — в.о. директора Інституту картоплярства НААН України;
За час роботи в Інституті картоплярства розроблений і впроваджений проект інноваційно-інвестиційної програми «Картопля Київщини в господарствах населення» 2013—2017 роки. Проведено науково-практичний семінар «Картопля Київщини».
2015—2023 — генеральний директор "ТОВ Науково-виробниче товариство «УКРСОРГО»". В 2018 р. встановив рекорд по врожайності зерна сорго (14,4 т/га).
З 2023 р. — президент ДП «Рейлін».

## Наукова діяльність
Науковий доробок складає понад 20 наукових і науково-практичних статей присвячених сільському господарству України. Автор і власник більше десяти Патентів України.
Написав монографію «Ріпак: від сівби до переробки», результат: в 2021 р. Україна зібрала 2,9 млн тон ріпаку.
1989—1992 рр. працював викладачем кафедри фітопатології Української сільськогосподарської академії, навчання проводив українською мовою.

## Політична діяльність
Серпень 1994—1998 — народний депутат Верховної Ради України, Вишгородський виборчий округ № 216 Київської області, висунутий трудовим колективом. Член Комітету з питань АПК, земельних ресурсів і соціального розвитку села. Член депутатської фракції АПУ.

## Джерело
- Довідка [Архівовано 5 березня 2016 у Wayback Machine.]